# Idiotipula confluens
Idiotipula confluens is een tweevleugelige uit de familie langpootmuggen (Tipulidae). De soort komt voor in het Afrotropisch gebied.